# ادواردو رودریگز
ادواردو رودریگز (انگلیسی: Eduardo Rodríguez؛ زادهٔ ۲ مارس ۱۹۵۶) یک سیاست‌مدار اهل بولیوی است. 